# Giuseppe De Gaetano
Giuseppe De Gaetano (Padova, 4 ottobre 1966) è un ex marciatore italiano.

## Biografia
Figlio di Antonio, anche lui marciatore olimpico, ha un personale di 3h51'54" nella 50 km di marcia.
Il suo miglior piazzamento nella 50 km risulta essere un sesto posto ai Mondiali di Tokyo 1991.